# Hastings Russell, XII duca di Bedford
Hastings Russell, XII duca di Bedford (21 dicembre 1888 – 9 ottobre 1953), è stato un naturalista, ornitologo e politico inglese.

## Biografia

### I primi anni
Hastings era l'unico figlio di Herbrand Russell, XI duca di Bedford, e di sua moglie Mary du Caurroy Tribe. Studiò a Eton College e si laureò al Balliol College di Oxford divenendo master of arts.
Ottenne il grado militare di tenente nel 10th Battalion del Middlesex Regiment, ma non combatté nella prima guerra mondiale a causa dei suoi problemi di salute.

### La passione per la natura
Come suo padre, anche Hastings era un grande appassionato naturalista e organizzò una spedizione, nel 1906, a Shaanxi, in Cina, per raccogliere esemplari zoologici per il British Museum, spedizione durante la quale Arthur de Carle Sowerby scoprì una nuova specie di jerboa. Dal padre venne inoltre coinvolto nel tentativo di salvare gli ultimi esemplari di Cervo di Pére David, una specie asiatica ormai prossima all'estinzione. Tra i suoi animali da compagnia, ricorda Nancy Mitford nel suo The English Aristocracy, spiccava un ragno che egli nutriva regolarmente con roast beef e Yorkshire pudding.
Fu inoltre un valente ornitologo, specializzato in pappagalli e pappagallini. Scrisse a tal proposito il trattato "Parrots and Parrot-like Birds". Fu fondatore e primo presidente della Foreign Bird League, organizzando l'allevamento di diverse specie tra cui i Tahiti Blue Lorikeet e gli Ultramarine Lorikeet, lasciando tali allevamenti anche nella propria eredità.

### La politica

#### L'attività prima della guerra
Russell fu molto attivo in politica per gran parte della sua vita. Durante la sua gioventù si avvicinò al socialismo ed al comunismo, ma abbandonò ben presto questi ideali a favore del Social Credit, promuovendone l'ideologia grazie alla sua National Credit Association. Cercò di unire gli ideali del New Party con il Social Credit ma lo schema non venne preso in considerazione da parte del gruppo. Fu una delle figure chiave dell'Economic Reform Club. Classificatosi tra i movimenti di estrema destra, pur rimanendo favorevole al pacifismo, guardò con ammirazione i crescenti movimenti fascisti d'Europa, scrivendo a favore dell'Anschluss sul New English Weekly nel 1938.
Russell fu fondatore del British People's Party (BPP) in 1939 ed utilizzò parte delle sue sostanze per sostenere il gruppo. La forza trainante del BPP fu John Beckett, membro del parlamento tra i laburisti che era stato anche membro della British Union of Fascists e della National Socialist League. Secondo suo figlio Francis, John Beckett non ebbe una reale devozione per Russell che a sua detta era poco carismatico ma era attratto dal BPP e più che altro dal denaro che egli investiva nel partito.

#### Durante la guerra
Russell fu amico di Barry Domvile, fondatore del partito The Link e gli fu amico sin da quando il gruppo venne fondato in semi-clandestinità nel 1937. Durante i primi mesi della Seconda guerra mondiale egli prese parte a molti incontri che ebbero per protagoniste figure chiave dell'estrema destra inglese che Domvile organizzò, anche se fu in gran parte poco entusiasta di questa iniziativa.
Russell divenne quindi presidente del British Council for Christian Settlement in Europe, istituito immediatamente dopo la dichiarazione di guerra, raggruppante fascisti, simpatizzanti e pacifisti. Convinto pacifista, rigettò completamente l'idea della guerra a differenza di Beckett e di altri membri del gruppo che specificatamente si opponevano alla guerra al fianco della Germania nazista piuttosto che il concetto di guerra generico. Durante i primi giorni di guerra, Russell venne anche corteggiato dalla British Union of Fascists (BUF), che da poco aveva mutato il proprio nome in British Union, svolgendo incontri con Neil Francis Hawkins, direttore generale del gruppo. Egli era già stato membro del January Club, un gruppo di discussione collegato al BUF, e si era formato vicino a Robert Gordon-Canning (membro dello stesso BUF) e sotto la sua influenza aveva dato vita al giornale ufficiale dell'organizzazione Action. Malgrado tutto ciò il leader del BUF, Oswald Mosley, in privato, aveva bollato Russell come una "testa di legno".
All'inizio del 1940 intrattenne una corrispondenza con l'Home Secretary Sir John Anderson dopo che questi ebbe ottenuto un documento dall'ambasciata tedesca a Dublino contenente una proposta di pace abbozzata da Russell per Adolf Hitler. Ottenuto tale documento, anche Domvile organizzò per il 13 marzo 1940 un incontro tra i due, Mosley e il veterano dell'Imperial Fascist League (IFL), Bertie Mills, per discutere delle azioni da intraprendere in seguito. A questo incontro Mosley propose di creare un "Governo di Pace" guidato da David Lloyd George, ma ciò non si reificò in quanto il governo pensò da subito di stroncare l'azione dei movimenti di estrema destra.
Un gran numero di figure preminenti venne internata sulla base del Defence Regulation 18B, ma Russell non fu tra questi. La nobiltà di Russell, infatti, gli evitò l'arresto assieme ad altri aristocratici di estrema destra come Lord Lymington, il duca di Buccleuch, il duca di Westminster, il conte di Mar, Lord Brocket, Lord Queenborough e altri. I suoi collegamenti personali col segretario degli esteri Lord Halifax furono inoltre altri motivi che lo mantennero al di fuori delle regie galere. Hastings Russell scrisse una serie di lettere a lord Halifax nei primi giorni della guerra, esprimendo la sua ammirazione per Hitler e l'urgenza di usare la sa influenza per portare la guerra a breve conclusione. Russell venne ad ogni modo inserito nella lista dei sospetti della MI5 di stare organizzando un'invasione nazista nel Regno Unito.
Beckett si trovò tra gli arrestati e Russell tentò di intervenire in suo favore, assistendo la moglie di Beckett, Anne Cutmore, nella campagna che il gruppo intraprese per il suo rilascio. Quando Beckett venne rilasciato, la Cutmore chiese a Russell, di aiutare lei e la sua famiglia e per questo scopo egli le predispose un cottage nel villaggio di Chenies, all'epoca interamente nelle mani del duca e della sua famiglia. Nel 1949, predispose una casa più grande ad uso della famiglia a Rickmansworth.

#### Dopo la guerra
Russell ristabilì il BPP nel 1945 dopo che questo era stato abbandonato negli anni della guerra. L'attività del partito fu ad ogni modo fortemente limitate e spesso regolata direttamente da Becketts dalla sua abitazione a Rickmansworth. Associatosi sempre più con l'antisemitismo di alcune figure del BPP, Russell giunse a dichiarare che il dato di sei milioni di ebrei morti nell'olocausto era stata "fortemente esagerata" e che i morti nei campi di concentramento ammontavano a non più di 300.000. Egli negò inoltre l'esistenza di camere a gas nei campi di concentramento, sostenendo la tesi che si trattasse unicamente di docce. Finanziò la pubblicazione di Failure at Nuremberg ("Fallimento a Norimberga"), un pamphlet a firma "BPP Research Department" (in realtà esso venne realizzato da Beckett, A.K. Chesterton e da un membro del IFL, Harold Lockwood) dove veniva denunciata l'ingiustizia del Processo di Norimberga. Col medesimo impeto si impegnò con degli articoli sul giornale dell'anarchico pacifista Guy Aldred, The Word, sino alla sua morte.

### Gli ultimi anni
Morì nel 1953, all'età di 64 anni, a causa di una ferita da arma da fuoco nel parco della sua tenuta nel Devon.

## Matrimonio e figli
Nel novembre 1914, sposò Luisa Crommelin Roberta Jowitt Whitwell. La coppia ebbe tre figli:
- John Robert Ian Russell, XIII duca di Bedford (1917-2002);
- Lady Daphne Crommelin Russell (2 settembre 1920);
- Lord Hugh Hastings Russell (1923-2005), sposò Rosemary Markby ed ebbero figli.

## Ascendenza
|                                       |            |                                                 | Genitori                           |  |  | Nonni |  |  | Bisnonni            |  |  | Trisnonni                        |  |
|                                       |            |                                                 |                                    |  |  |       |  |  | lord George Russell |  |  | John Russell, VI duca di Bedford |  |
|                                       |            |                                                 |                                    |  |  |       |  |  | lord George Russell |  |  | John Russell, VI duca di Bedford |  |
|                                       |            | hon. Georgiana Byng                             |                                    |  |  |       |  |  | lord George Russell |  |  |                                  |  |
| Francis Russell, IX duca di Bedford   |            |                                                 |                                    |  |  |       |  |  | lord George Russell |  |  |                                  |  |
|                                       |            | Elizabeth Anne Rawdon                           | hon. John Theophilus Rawdon        |  |  |       |  |  |                     |  |  |                                  |  |
|                                       |            | Elizabeth Anne Rawdon                           | hon. John Theophilus Rawdon        |  |  |       |  |  |                     |  |  |                                  |  |
|                                       |            | Elizabeth Anne Rawdon                           | Frances Hall-Stevenson             |  |  |       |  |  |                     |  |  |                                  |  |
| Herbrand Russell, XI duca di Bedford  |            | Elizabeth Anne Rawdon                           |                                    |  |  |       |  |  |                     |  |  |                                  |  |
|                                       |            | George West, V conte De La Warr                 | John West, IV conte De La Warr     |  |  |       |  |  |                     |  |  |                                  |  |
|                                       |            | George West, V conte De La Warr                 | John West, IV conte De La Warr     |  |  |       |  |  |                     |  |  |                                  |  |
|                                       |            | George West, V conte De La Warr                 | Catherine Lyell                    |  |  |       |  |  |                     |  |  |                                  |  |
| lady Elizabeth Sackville-West         |            | George West, V conte De La Warr                 |                                    |  |  |       |  |  |                     |  |  |                                  |  |
|                                       |            | lady Elizabeth Sackville, I baronessa Buckhurst | John Sackville, III duca di Dorset |  |  |       |  |  |                     |  |  |                                  |  |
|                                       |            | lady Elizabeth Sackville, I baronessa Buckhurst | John Sackville, III duca di Dorset |  |  |       |  |  |                     |  |  |                                  |  |
|                                       |            | lady Elizabeth Sackville, I baronessa Buckhurst | Arabella Diana Cope                |  |  |       |  |  |                     |  |  |                                  |  |
| Hastings Russell, XII duca di Bedford |            | lady Elizabeth Sackville, I baronessa Buckhurst |                                    |  |  |       |  |  |                     |  |  |                                  |  |
|                                       | John Tribe | …                                               |                                    |  |  |       |  |  |                     |  |  |                                  |  |
|                                       | John Tribe | …                                               |                                    |  |  |       |  |  |                     |  |  |                                  |  |
|                                       | John Tribe | …                                               |                                    |  |  |       |  |  |                     |  |  |                                  |  |
| ven. Walter Harry Tribe               | John Tribe |                                                 |                                    |  |  |       |  |  |                     |  |  |                                  |  |
|                                       |            | Harriet Hews                                    | …                                  |  |  |       |  |  |                     |  |  |                                  |  |
|                                       |            | Harriet Hews                                    | …                                  |  |  |       |  |  |                     |  |  |                                  |  |
|                                       |            | Harriet Hews                                    | …                                  |  |  |       |  |  |                     |  |  |                                  |  |
| Mary du Caurroy Tribe                 |            | Harriet Hews                                    |                                    |  |  |       |  |  |                     |  |  |                                  |  |
|                                       |            | Charles Lander                                  | …                                  |  |  |       |  |  |                     |  |  |                                  |  |
|                                       |            | Charles Lander                                  | …                                  |  |  |       |  |  |                     |  |  |                                  |  |
|                                       |            | Charles Lander                                  | …                                  |  |  |       |  |  |                     |  |  |                                  |  |
| Sophie Lander                         |            | Charles Lander                                  |                                    |  |  |       |  |  |                     |  |  |                                  |  |
|                                       |            | …                                               | …                                  |  |  |       |  |  |                     |  |  |                                  |  |
|                                       |            | …                                               | …                                  |  |  |       |  |  |                     |  |  |                                  |  |
|                                       |            | …                                               | …                                  |  |  |       |  |  |                     |  |  |                                  |  |
|                                       |            | …                                               |                                    |  |  |       |  |  |                     |  |  |                                  |  |